# Volcán de Agua
Pour les articles homonymes, voir Agua.
Le Volcán de Agua est un stratovolcan du Guatemala inactif depuis environ 10 000 ans. Au XVIe siècle une importante coulée de boue se produit et détruit une cité entière. Ses flancs fertiles sont propices à l'agriculture et sont largement cultivés.

## Géographie

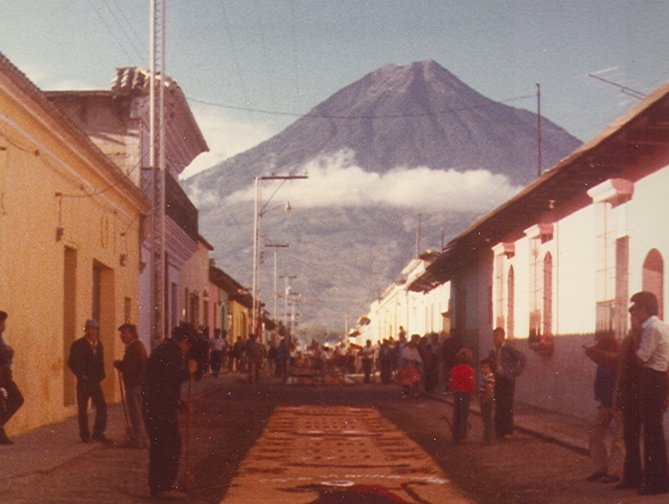
Le Volcán de Agua vu depuis Antigua.

Le Volcán de Agua, situé à 30 km de la ville de Guatemala, surplombe de plus de 3 500 m la plaine côtière du Pacifique au sud, et de seulement 2 000 m les hautes terres guatémaltèques au Nord. Il fait partie de la longue série de volcans qui s'étend du Tacaná, à la frontière mexicaine, jusqu'à l'Irazu au Costa Rica. Contrairement aux autres volcans de la région, qui forment une chaîne, il se présente en situation isolée au milieu des plaines en un cône parfait visible de loin. Les volcans les plus proches, le Volcán de Fuego (accolé à l'Acatenango) et le Pacaya, sont tous les deux très actifs, contrairement au Volcán de Agua, en sommeil depuis longtemps.
Ce volcan n'est qu'à une dizaine de kilomètres d'Antigua, et de plusieurs autres villes situées au Nord. La population totale de ces communes dépasse les 100 000 personnes. À 20 km au sud se trouve la ville d'Escuintla, dont la population s'élève aussi à environ 100 000 personnes.

## Géologie
L'existence de ce volcan est liée à la subduction de la plaque de Cocos sous la plaque nord-américaine. Il est essentiellement constitué de basalte andésitique et d'andésites à pyroxène, roches produites en grande partie sous forme d'une alternance de lapilli, cendres et scories. Il a aussi produit quelques coulées de lave et nuées ardentes.
On estime l'âge de ce volcan à 80 000 ans (Pléistocène) ; on a déterminé qu'il avait connu un grand nombre de périodes éruptives, dont la dernière connue, selon les datations menées pour le moment, remonterait à 10 000 ans.
C'est un cône régulier présentant un cratère relativement petit, d'environ 280 mètres de diamètre, profond d'approximativement 100 mètres, sauf sur le côté NNE, où le bord du cratère s'abaisse à 12 mètres seulement du fond. C'est par cette brèche que s'échappa le torrent de boue qui ravagea Santiago de los Caballeros en 1541.
Le profil symétrique du Volcán de Agua suggère un volcan ayant été actif pendant la période Holocène, mais selon les datations effectuées, on ne lui connait actuellement aucune production plus récente que 10 000 ans.

## Torrent de boue
Dans la nuit du 10 au 11 septembre 1541, à deux heures du matin, une coulée de boue provenant du volcan détruisit la première capitale du Guatemala établie par les Conquistadors espagnols, Santiago de los Caballeros (depuis rebaptisée Ciudad Vieja). La capitale fut transférée par la suite à Antigua, puis à Guatemala Ciudad. On peut encore voir de nos jours la ravine (Barranca) qu'emprunta le torrent de boue. On appela par la suite ce volcan Volcán de Agua (« eau »), par opposition à son proche voisin le Volcan de Fuego (« feu »).
Cette catastrophe aurait eu pour cause, selon la théorie actuelle, un glissement de terrain dû à de lourdes pluies tombant sur le sol mal consolidé des flancs du volcan. Des cartes de risques géologiques établies à la fin du XXe siècle montrent que ce phénomène est susceptible de se reproduire et menace gravement les populations environnantes.

## Végétation
Sur le bas des versants se trouvent des cultures de canne à sucre, puis de café et de maïs. Au-dessus de 2 600 m, les cultures cèdent la place à une forêt tropicale. Vers 3 000 m, on ne trouve plus qu'une pelouse parsemée de quelques conifères.

## Curiosités
- Ce volcan est appelé Hunapu par les descendants des Mayas cakchiquel.
- Le Guatemala a émis de nombreux timbres à l'effigie de ce volcan.